# المعهد العالي للغات المطبقة في الأعمال والسياحة بالمكنين
 المعهد العالي للغات المطبقة في الأعمال والسياحة بالمكنين هو إحدى المؤسسات العليا التابعة لجامعة المنستير، وقد أحدث عام 2001 بمقتضى قرار رئاسي رقم 1912 مؤرخ في 14 أوت 2001 ويتمتع بالشخصية المدنية والاستقلال المادي.

شعار المعهد العالي للغات المطبقة في الأعمال والسياحة بالمكنين

## أهدافه
من الأهداف التي حددت لمعهد:
- تثبيت مكتسبات التكوين المتلّقاة بالتعليم الثانوي
- تطوير المهارات الضرورية للتواصل الجيّد في اللغة المدروسة.
- اطلاع الطالب على ثقافات بلدان اللغة المدروسة.

## أرقام
طبقا لأرقام السنة الدراسية 2007-2008 يدرس بها 1994 طالبا من بينهم 1542 طالبة.

## الشهادات
يؤمّن المعهد العالي للغات المطبّقة في الأعمال والسياحة بالمكنين تكوين الطلبة في 8 اختصاصات مختلفة: 
- أستاذيّة اللغة المطبّقة: الأنقليزية، الإيطالية، الألمانية، الإسبانية
- الإجازة التطبيقية: الأنقليزية، الإيطالية، الألمانية، الإسبانية

## الإدارة
- المدير: مية الغربي البلاجي
- الكاتب العام: محمد بدر الدين

## وصلة خارجية
- موقع المعهد العالي للغات المطبقة في الأعمال والسياحة بالمكنين.